# メスティーソ

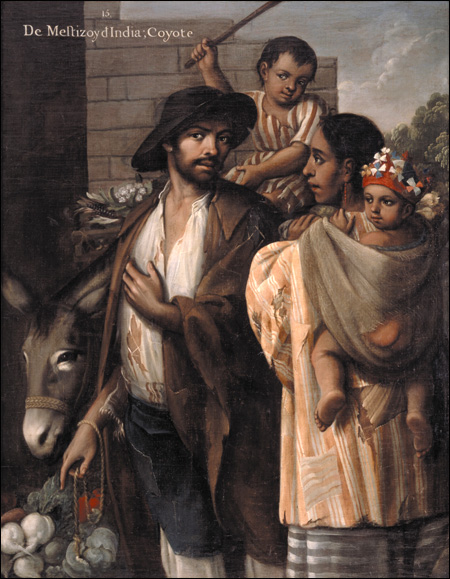
メスティーソの男性とインディオの妻（1763年画）

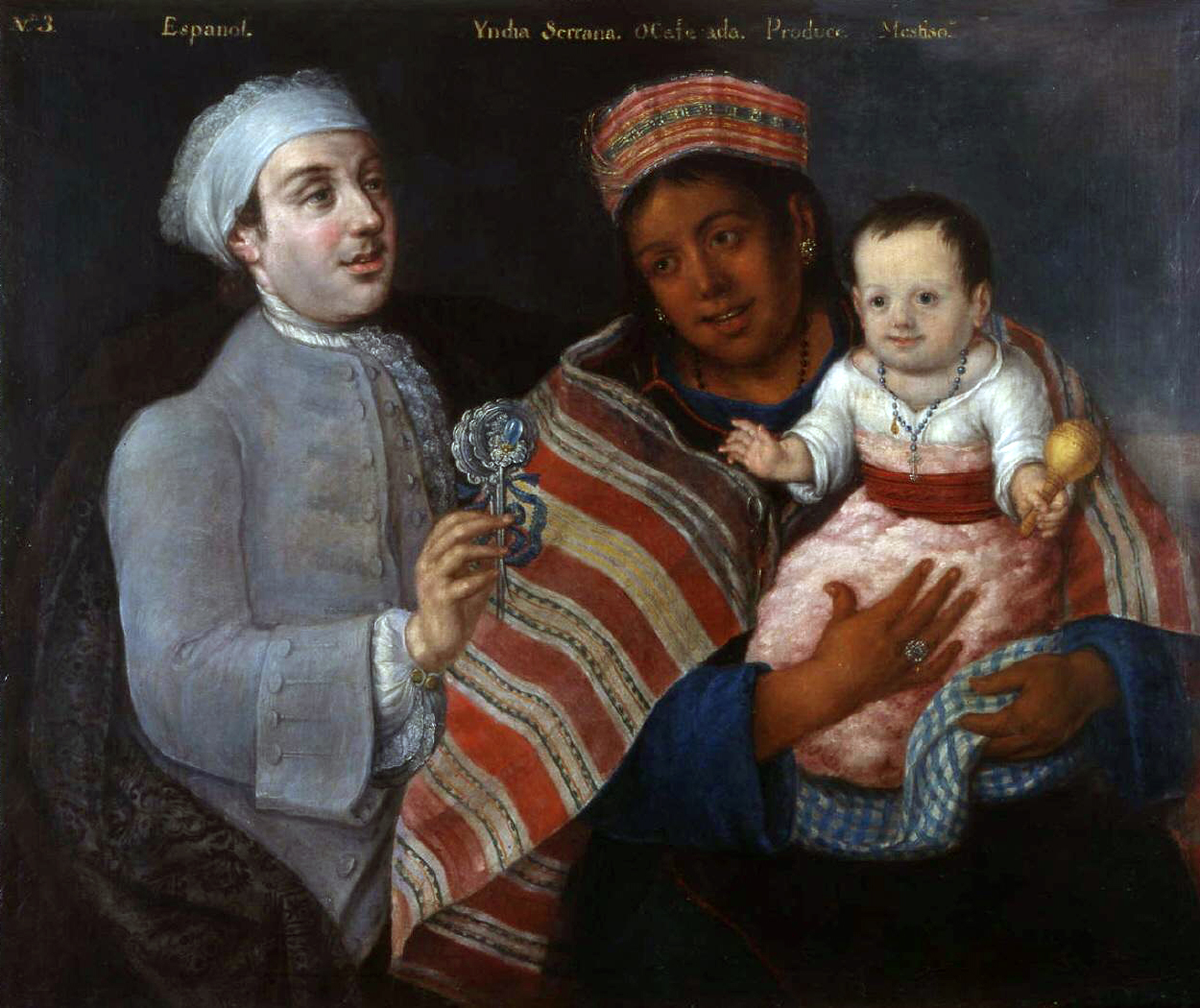
スペイン人の男性とインディオの妻、子供はメスティーソ（1770年画）

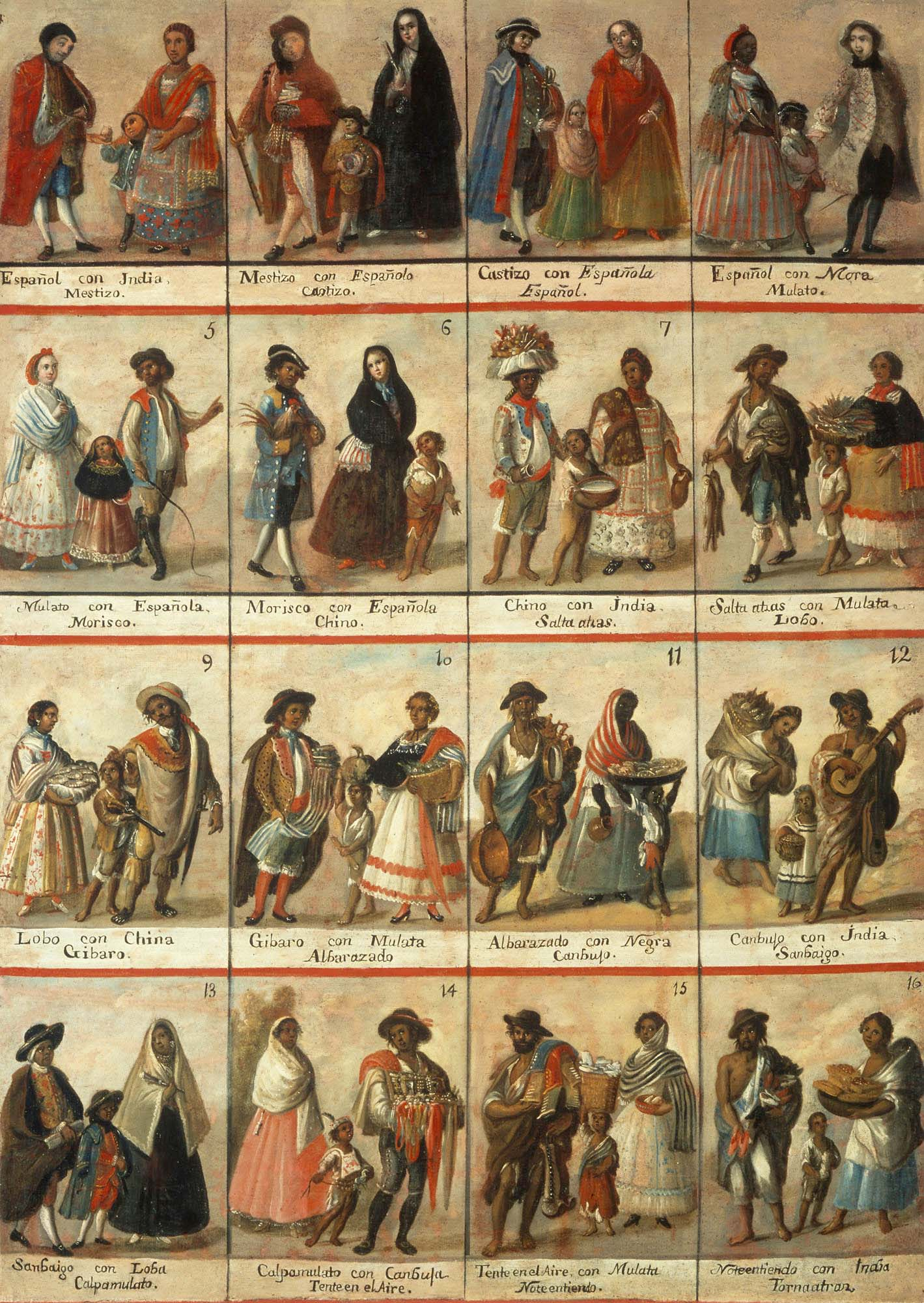
『カースト』（18世紀画、メキシコ）

メスティーソ（スペイン語: Mestizo、ポルトガル語: Mestiço）は、白人とラテンアメリカ先住民（インディオ）との混血である人々。ポルトガル語ではメスチース、またスペイン語はメスティソ、メスチーソ、メスチソなどとも書く。Mestiçagemなど原語では、人種の違うもの同士での婚姻や交配を意味し、転じて混血児全般を表す言葉になった。特に白人とインディオの混血のことを指すことが多い。

## 歴史
植民地時代にスペイン人とキリスト教に改宗したインディオの結婚は合法だった。中南米のほとんどの地域では16世紀のスペイン侵略以降、キリスト教徒の先住民の人数が増えるにつれてスペイン人とインディオとの結婚が進んでいった。初期にはスペインから来る女性はほとんどいなかったので、スペイン人男性とインディオ女性の結婚は普通のことであった。コンキスタドール（征服者）がインディオの首長の娘と結婚し、その息子が父の後継者になることも可能であった。
しかし、征服が一段落し安定的な社会制度が形成された16世紀後半になると、人種を基準にした身分社会が形成された。メスティーソは、スペイン人を父とする者と母とする者（クリオーリョ）とはっきり区別され、スペイン人の親が持つ特権を受け継ぐことはできなかった。ただしスペイン人を父とする者の場合父親が認知すれば財産の相続も可能であった。（もっともスペイン人を母とする者の数は少数であった。）スペイン政府はインディオとスペイン人の生活を分離しようと努めたので、メスティーソは中間の身分として様々な職業についた。そして、アングロサクソンの社会と違って厳格な人種差別 (One drop rule) というコンセプトはなかったので黒人と白人との結婚も珍しくなかった。なお、黒人と白人の混血児はムラート、黒人とインディオの混血はサンボと呼ばれた。植民地時代には、メスティソ男性と白人女性の子をカスティソというなど、細かな混血にそれぞれ呼び名があった。
メスティーソの比率が高くなり、インディオ旧来の社会が崩れてくると、非特権層としてのインディオとメスティーソの違いは曖昧になってきた。白人は特権を保持するために家系を重視したが、特権を持たないインディオとメスティーソにとって、何代も前の先祖のことはわからない。
植民地時代の終わりごろから、白人の男を父とするメスティーソを父親が引き取って白人として育てれば白人として遇されるようになったので、メスティーソと他人種の違いは、人種というより文化的な違いになった。独立後の中南米諸国には、メスティーソを国民のあるべき形としてたたえる思想が現れた。二つの人種に分かれた分断社会から、一つの国民を作り上げようとするナショナリズムである。19世紀には白人を至上としてヨーロッパ化を唱える思想も根強かったから、メスティーソ性の肯定には民衆文化の擁護創造の側面があったが、先住民の言葉と生活を守る人々にとっては同化圧力の強まりを意味していた。
独立後21世紀に至るまで、各国は移民を積極的に受け入れている。スペイン以外のヨーロッパ諸国からの移民は一世ならば白人だが、上流階級になるとは限らない。日本、中国などアジアからの移民も多いので、人種構成はさらに複雑になった。移民一世の多くはメスティーソではないが、以降は急速に通婚が進んでいく。
20世紀に入って、中南米ではメスティーソなどの人種的用語は一般の人に使われていない。「○○国の人口構成は白人○○%、インディオ○○%、メスティーソ○○％」というような数字が統計として流通しているが、中南米諸国は人種別の公的な家系図を備えていない。現代においては形質的・血脈的特徴でなくスペイン語を母語とする者をメスティソ、インディオの言語を母語とする者をインディオ（先住民）とすることもある。

## 地域的な違い
南米では、エクアドル・ペルー・ボリビアのアンデスの国々では比較的インディオの特徴が強い。これは、スペイン侵略までインカ帝国という強大な国家があり、もともと人口が多かったこと、スペイン人が植民化以前の支配機構をそのまま利用し、その上に乗っかる形で支配したため、長くインディオ社会がそのままの自立性を保っていたことによる。インディオと白人が激烈な戦いを繰り広げたチリ・アルゼンチン・ウルグアイなどの南米南部の国々では、比較的白人の特徴が強い。南米最大の国であるブラジルの場合、ポルトガル人等によってアフリカから奴隷として連れてこられた黒人が多かったことより、黒人の特徴を持つ人も数多くいる。
それとは逆に、パラグアイのメスティーソたちは自分たちのインディオ血統を誇るものが多い。これはスペイン人の征服当時からグアラニー人との友好関係が続いたことと、19世紀パラグアイにおける、国家的混血政策（フランシア博士ら）によるものである。
ペルーやボリビアでは、先住民やメスティーソのうち、インディヘナ的な文化、習俗を強く維持している人のことをチョロ（女性はチョラ）と呼ぶ。特に女性で、スペイン統治時代の名残を残す伝統的な衣装を着た人たちはチョリータ（男性はチョリート）と呼ばれる。なお、チョロ・チョラ・チョリート・チョリータともに侮蔑的な意味を含むことがあるので、これらの言葉の使用には注意が必要である。

## 中南米以外での類似した存在

### フィリピン
スペインの植民地だったフィリピンでは、先住民と中国系の混血者をメスティーソと呼ぶことが多い。これはスペイン本国からフィリピンが遠すぎたため、スペイン人入植者が余り増えなかったためだと考えられる。

### カナダ
北アメリカのカナダでは、主にフランス人とインディアンの混血者はメティと呼ばれる。メティは近年再び一つの民族集団として存在感を増している。

### アフリカ
ポルトガル語圏アフリカ（アンゴラ、カーボ・ヴェルデ、モザンビーク、サン＝トメ・プリンシペ、ギニア・ビサオなど）では、メスチーソ（mestiço）は黒人と白人の混血、つまりスペイン語でいうムラートを指す言葉である。

## メスティーソの多い主な国

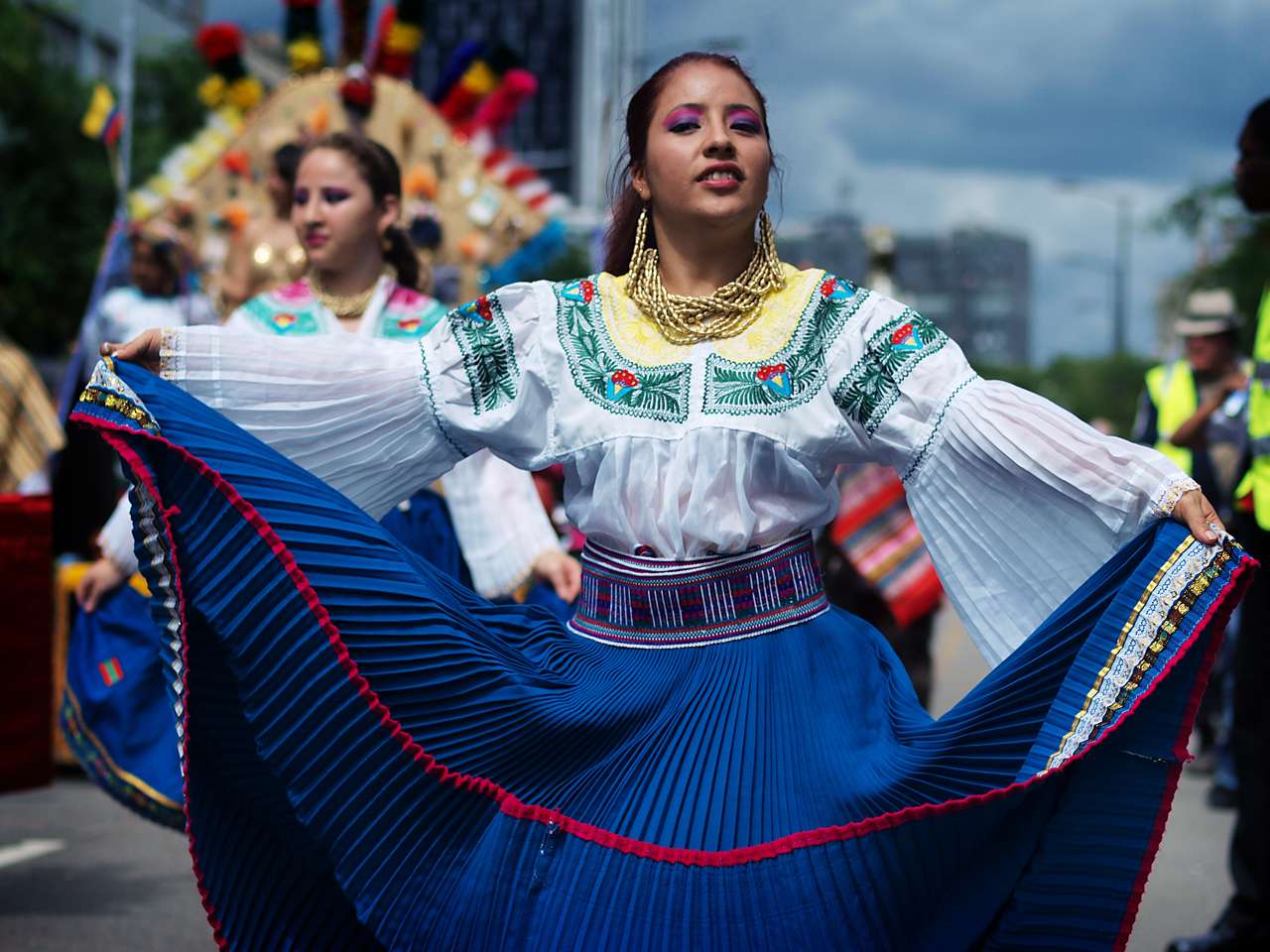
伝統衣装に身を包んだメスティーソの女性

- ホンジュラス　90 %
- エルサルバドル　90 %
- パラグアイ　90 %
- ニカラグア　69 %
- エクアドル　67 %
- パナマ　60 %
- メキシコ　60 %